# Де Баккер, Тимо
Тимо Карстен Янник де Баккер (нидерл. Thiemo Carsten Jannick de Bakker; родился 19 сентября 1988 года в Гааге, Нидерланды) — нидерландский профессиональный теннисист; победитель одного юниорского турнира Большого шлема в одиночном разряде (Уимблдон-2006); финалист двух юниорских турниров Большого шлема в парном разряде (Открытый чемпионат Австралии, Открытый чемпионат США-2005); бывшая первая ракетка мира в юниорском одиночном рейтинге.

## Общая информация
У Тимо есть два брата: Йори ( старший ) и Кайо ( младший ).
Мама нидерландца - Карлике - с очень раннего возраста пыталась пристроить своих детей в различные спортивные секции: Тимо уже в три года активно занимался плаванием, в четыре - начал играть в футбол, а следом и теннисом: при поддержке тренера национальной федерации Руда Тейссена он вскоре был пристроен в академию при KNLTB. Позже де Баккер работал с Роханом Гутцке и Дамьяном Прасаде.

## Спортивная карьера
В 2006 году стал первым в юниорском рейтинге. В тот год он смог выиграть юниорские соревнования на Уимблдонском турнире. В этом же году дебютировал на соревнованиях ATP-тура в одиночном разряде, получив специальное приглашение от организаторов турнира в Амерсфорте. В первой же встрече на таком уровне он обыграл игрока из первой сотни Жюльена Беннето 6-3, 6-3, но во втором раунде уступил другому французу Марку Жикелю 6-4, 3-6, 2-6. В октябре выигрывает два турнира из серии «фьючерс». В июне 2007 года дебютирует в основных соревнованиях турнира серии Большого шлема. Произошло это на Уимблдонском турнире, где в первом раунде он проигрывает Уэйну Артурсу 7-6(7), 7-6(7), 6-7(4), 4-6, 4-6. На турнире в Амерсфорте как и год назад выходит во второй раунд, выиграв у Николаса Массу 7-6(7), 7-6(5).
В июне 2008 года побеждает на двух «фьючерсах». На турнире в Амерсфорте вновь выходит во второй раунд. В феврале 2009 года впервые вышел в финал турнира серии «челленджер» в Кальтаниссетте. Пройдя квалификацию в мае вышел во второй раунд турнира ATP в Мюнхен, обыграв 30-го в мире Райнера Шуттлера 6-3, 6-3. Реванш немец смог взять в июне на турнире в Хертогенбосе, где он обыгрывает де Баккера во втором раунде. В июле 2009 года Тимо выиграл «челленджер» в Тампере. С августа по начало сентября ему удается три раза подряд праздновать успех на «челленджерах» (в Виго, Сан-Себастьяне и Брашове). В итоге на «челленджерах» в тот момент он выиграл 18 матчей подряд. В концовке сезона он смог в рейтинге впервые войти в первую сотню.
В начале сезона 2010 года в Ченнае впервые вышел в четвертьфинал турнира ATP. Дебютировал на Открытом чемпионате Австралии, где в первом раунде проиграл 7-му в мире Энди Роддику 1-6, 4-6, 4-6. Ему же он проигрывает на первом для себя турнире серии Мастерс в Индиан-Уэллсе, где де Баккер добрался до третьего раунда. В апреле ему впервые удается выйти в полуфинал турнира ATP. Произошло это на грунтовом турнире в Барселоне, где он смог к тому же обыграть № 16 Хуана Карлоса Ферреро 7-6(2), 3-6, 7-6(4) и № 10 Жо-Вильфрида Тсонга 6-4, 3-6, 6-3. На Открытом чемпионате Франции де Баккер выходит в третий раунд, где вновь встретился с Тсонга, но уступил 7-6(6), 6-7(4), 3-6, 4-6. Также до тртьего раунда ему удается выйти и на Уимблдонском турнире. В первом раунде он сыграл матч, который длился более 4 часов против Сантьяго Хиральдо и победил 6-7(4), 6-4, 6-3, 5-7, 16-14. А во втором его соперником стал Джон Изнер, который ранее сыграл легендарный матч против Николя Маю. Уставшего Изнера де Баккер выиграл легко 6-0, 6-3, 6-2. В матче третьего раунда он проиграл Полю-Анри Матьё 6-7(5), 6-7(6), 7-6(8), 4-6. В июле 2010 года сделал небольшой перерыв в выступлениях, но это не помешало ему подняться на самую высокую позицию в рейтинге в своей карьере - 40-е место. В конце августа вышел в полуфинал турнира в Нью-Хейвене. На Открытом чемпионате США он выходит в третия раунд, где проигрывает № 5 Робину Сёдерлингу 2-6, 3-6, 3-6. Завершил сезон на 43-м месте.
Сезон 2011 года не очень удачно сложился для де Баккера. За весь сезон на турнирах ATP не мог преодолеть первых раундов, а также ему приходилось пропускать некоторые турниры. В итоге к концу сезона он вылетел в рейтинге в третью сотню. В 2012 году, скатившись в четвёртую сотню принимал участие в турнирах «фьючерс». В июне выиграл два из них. В июле выиграл «челленджер» в Грес-Дуасо в сентябре в Алфен-ан-ден-Рейне, а в октябре в Сан-Хуане. В апреле 2013 года вернулся в рейтинге в первую сотню. В июле вышел в полуфинал на турнире в Бостаде. В четвертьфинале того турнира он выиграл у 6-го в мире Томаша Бердыха 7-5, 7-5.

## Рейтинг на конец года
| Год  | Одиночный рейтинг | Парный рейтинг |
| 2016 | 257               | 325            |
| 2015 | 99                | 228            |
| 2014 | 144               | 692            |
| 2013 | 146               | 117            |
| 2012 | 124               | 402            |
| 2011 | 223               | 339            |
| 2010 | 43                | 335            |
| 2009 | 96                | 382            |
| 2008 | 249               | 843            |
| 2007 | 444               | 244            |
| 2006 | 464               | 813            |
| 2005 | 1112              | 1430           |

## Выступления на турнирах

### Финалы челленджеров и фьючерсов в одиночном разряде (27)

#### Победы (17)
| Условные обозначения |
| Челленджеры (10+5)   |
| Фьючерсы (7+3)       |

| Титулы по покрытиям | Титулы по месту проведения матчей турнира |
| ------------------- | ----------------------------------------- |
| Хард (4+1)          | Зал (0)                                   |
| Грунт (13+7)        | Зал (0)                                   |
| Трава (0)           | Открытый воздух (17+8)                    |
| Ковёр (0)           | Открытый воздух (17+8)                    |

| №   | Дата            | Турнир                        | Покрытие | Соперник в финале       | Счёт            |
| 1.  | 15 октября 2006 | Албуфейра, Португалия         | Хард     | Морган Филлипс          | 7-6(5) 6-4      |
| 2.  | 29 октября 2006 | Понта-Делгада, Португалия     | Хард     | Давид Канудас-Фернандес | 6-2 6-4         |
| 3.  | 15 июня 2008    | Апелдорн, Нидерланды          | Грунт    | Стефан Робер            | 7-6(2) 6-1      |
| 4.  | 22 июня 2008    | Алкмар, Нидерланды            | Грунт    | Мелле ван Гемерден      | 4-6 6-1 6-2     |
| 5.  | 2 августа 2009  | Тампере, Финляндия            | Грунт    | Петер Лучак             | 6-4 7-6(7)      |
| 6.  | 15 августа 2009 | Виго, Испания                 | Грунт    | Тьерри Асьон            | 6-4 4-6 6-2     |
| 7.  | 23 августа 2009 | Сан-Себастьян, Испания        | Грунт    | Филип Краинович         | 6-2 6-3         |
| 8.  | 6 сентября 2009 | Брашов, Румыния               | Грунт    | Пере Риба               | 7-5 6-0         |
| 9.  | 16 июня 2012    | Зёйдволде, Нидерланды         | Грунт    | Ник ван дер Мер         | 6-4 4-6 6-3     |
| 10. | 24 июня 2012    | Алкмар, Нидерланды            | Грунт    | Геральд Мельцер         | 6-4 7-5         |
| 11. | 22 июля 2012    | Грес-Дуасо, Бельгия           | Грунт    | Виктор Ханеску          | 6-4 3-6 7-5     |
| 12. | 9 сентября 2012 | Алфен-ан-ден-Рейн, Нидерланды | Грунт    | Симон Гройль            | 6-4 6-2         |
| 13. | 14 октября 2012 | Сан-Хуан, Аргентина           | Грунт    | Мартин Алунд            | 6-2 3-6 6-2     |
| 14. | 20 апреля 2014  | Сантьяго, Чили                | Грунт    | Джеймс Дакворт          | 4-6 7-6(10) 6-1 |
| 15. | 25 октября 2015 | Лас-Вегас, США                | Хард     | Грега Жемля             | 3-6 6-3 6-1     |
| 16. | 31 октября 2015 | Монтеррей, Мексика            | Хард     | Виктор Эстрелья Бургос  | 7-6(1) 4-6 6-3  |
| 17. | 25 июня 2017    | Алкмар, Нидерланды            | Грунт    | Максим Шазаль           | 6-3 7-5         |

#### Поражения (10)
| №   | Дата            | Турнир                  | Покрытие | Соперник в финале     | Счёт              |
| 1.  | 25 ноября 2006  | Рамат-ха-Шарон, Израиль | Хард     | Андреас Хайдер-Маурер | 4-6 4-6           |
| 2.  | 2 сентября 2007 | Энсхеде, Нидерланды     | Грунт    | Ник ван дер Мер       | 7-6(6) 6-7(3) 2-6 |
| 3.  | 9 марта 2008    | Лагуш, Португалия       | Хард     | Руй Машаду            | 4-6 3-6           |
| 4.  | 22 марта 2009   | Кальтаниссетта, Италия  | Грунт    | Йессе Хута Галунг     | 2-6 3-6           |
| 5.  | 27 мая 2012     | Гечо, Испания           | Грунт    | Андреа Арнабольди     | 6-3 6-7(4) 4-6    |
| 6.  | 1 июля 2012     | Бреда, Нидерланды       | Грунт    | Чжан Цзэ              | 4-6 6-3 4-6       |
| 7.  | 6 октября 2012  | Белен, Бразилия         | Грунт    | Рикардо Осевар        | 6-7(1) 6-7(4)     |
| 8.  | 10 марта 2013   | Сантьяго, Чили          | Грунт    | Факундо Багнис        | 6-7(2) 6-7(3)     |
| 9.  | 29 июня 2014    | Марбург, Германия       | Грунт    | Орасио Себальос       | 6-3 3-6 3-6       |
| 10. | 17 мая 2015     | Бордо, Франция          | Грунт    | Танаси Коккинакис     | 4-6 6-1 6-7(5)    |

### Финалы турнировATPв парном разряде (1)

#### Поражения (1)
| Легенда                    |
| -------------------------- |
| Турниры Большого шлема (0) |
| Финал АТР-тура (0)         |
| ATP Мастерс 1000 (0)       |
| АТР 500 (0)                |
| АТР 250 (0)                |

| Титулы по покрытиям | Титулы по месту проведения матчей турнира |
| ------------------- | ----------------------------------------- |
| Хард (0)            | Зал (0)                                   |
| Грунт (0)           | Зал (0)                                   |
| Трава (0)           | Открытый воздух (0)                       |
| Ковёр (0)           | Открытый воздух (0)                       |

| №  | Дата            | Турнир                | Покрытие | Партнёр           | Соперники в финале             | Счёт           |
| 1. | 17 февраля 2013 | Роттердам, Нидерланды | Хард(i)  | Йессе Хута Галунг | Роберт Линдстедт Ненад Зимонич | 7-5 3-6 [8-10] |

### Финалы челленджеров и фьючерсов в парном разряде (11)

#### Победы (8)
| №  | Дата             | Турнир                        | Покрытие | Партнёр             | Соперники в финале                   | Счёт              |
| 1. | 17 сентября 2006 | Алмере, Нидерланды            | Грунт    | Анталь ван дер Дёйм | Йессе Хута Галунг Игорь Сейслинг     | 4-6 6-1 6-4       |
| 2. | 25 августа 2007  | Влардинген, Нидерланды        | Грунт    | Игорь Сейслинг      | Данни Спиренбург Сериньо Вейденбосх  | 6-4 7-6(6)        |
| 3. | 15 августа 2009  | Виго, Испания                 | Грунт    | Рамон Слёйтер       | Педро Клар-Россельо Альберт Рамос    | 7-6(5) 6-2        |
| 4. | 11 сентября 2011 | Алфен-ан-ден-Рейн, Нидерланды | Грунт    | Анталь ван дер Дёйм | Матве Мидделкоп Игорь Сейслинг       | 6-4 6-7(4) [10-6] |
| 5. | 16 июня 2012     | Зёйдволде, Нидерланды         | Грунт    | Анталь ван дер Дёйм | Патрик Розенхольм Микаэль Рюдерстедт | 6-4 6-0           |
| 6. | 11 августа 2013  | Рио-де-Жанейро, Бразилия      | Грунт    | Андре Са            | Марсело Демолинер Жуан Соуза         | 6-3 6-2           |
| 7. | 17 мая 2015      | Бордо, Франция                | Грунт    | Робин Хасе          | Люка Пуй Сергей Стаховский           | 6-3 7-5           |
| 8. | 31 октября 2015  | Монтеррей, Мексика            | Хард     | Марк Верворт        | Паоло Лоренци Фернандо Ромболи       | Без игры          |

#### Поражения (3)
| №  | Дата            | Турнир                   | Покрытие | Партнёр            | Соперники в финале                    | Счёт        |
| 1. | 12 мая 2007     | Эдинбург, Великобритания | Грунт    | Пьер-Людовик Дюкло | Оливье Шарруа Людвиг Пеллерен         | 4-6 6-1 2-6 |
| 2. | 25 мая 2007     | Парма, Италия            | Грунт    | Игорь Сейслинг     | Альберто Брицци Джанкарло Петраццуоло | 6-1 4-6 3-6 |
| 3. | 18 октября 2015 | Касабланка, Марокко      | Грунт    | Стефан Франсен     | Лауринас Григелис Мохамед Сафват      | 4-6 3-6     |